# Черницкий, Игорь Михайлович
Игорь Михайлович Черницкий — советский и российский актёр театра, кино и дубляжа, кинорежиссёр, сценарист, продюсер. Член Союза кинематографистов, Союза театральных деятелей, Гильдии кинорежиссёров и Гильдии киноактёров России.

## Биография
Родился 14 декабря 1953 года в Перми. В 1975 году окончил актёрский факультет имени И. К. Карпенко-Карого, в 1999 году — Высшие курсы Литературного института имени М. Горького.

В 1975—1983 годах — актёр Киевского государственного академического театра русской драмы имени Л. Украинки.

В 1988—2004 годах — режиссёр киностудии имени Довженко.

В 2002—2003 годах — режиссёр киностудии «Арк-фильм».

С 2005 года — генеральный продюсер и художественный руководитель киностудии «Черомафильм».

Старший брат — актёр Юрий Черницкий.

## Фильмография

### Актёр
- 1979 — Задача с тремя неизвестными — Мацкевич
- 1979 — Поездка через город  — Володя Павлов, жених Лизы
- 1979 — Тяжёлая вода — Румянцев
- 1980 — Берём всё на себя — Владимир Колосов, старший матрос
- 1980 — Семейный круг — Васенька, официант
- 1981 — Танкодром — лейтенант Фёдор Борисов
- 1981 — Капель
- 1983 — Не было бы счастья… — эпизод
- 1983 — Комбаты
- 1984 — …И прекрасный миг победы — Виталий Бурдов, массажист
- 1984 — Затерянные в песках — эпизод
- 1984 — Действуй по обстановке! — Окороков
- 1985 — Контрудар
- 1985 — Матрос Железняк — эпизод
- 1985 — Слушать в отсеках — Силыч
- 1986 — В одну-единственную жизнь — Витя, водитель
- 1988 — Дорога в ад — оперативник
- 1988 — Восемнадцатилетние — эпизод
- 1990 — Ивин А. — старший лейтенант Наротьев
- 1992 — В той области небес… — Фёдор
- 1993 — Дикая любовь — инспектор ГАИ
- 1995 — Казнённые рассветы — Момот
- 1996 — Аквариум — «Кобра»
- 2004 — Прощальное эхо — майор Кондратьев
- 2007 — Юнкера — штабс-капитан Буланин
- 2013 — Подпоручикъ Ромашовъ — Буланин

### Режиссёр
- 1990 — Ивин А.
- 1992 — В той области небес…
- 2004 — Прощальное эхо
- 2007 — Юнкера
- 2013 — Подпоручикъ Ромашовъ

### Сценарист
- 1990 — Ивин А.
- 1992 — В той области небес…
- 2007 — Юнкера
- 2013 — Подпоручикъ Ромашовъ

### Продюсер
- 2007 — Юнкера
- 2013 — Подпоручикъ Ромашовъ

## Награды
- Благодарность Президента Российской Федерации (23 июня 2014 года) — за достигнутые трудовые успехи, заслуги в гуманитарной сфере, активную общественную деятельность и многолетнюю добросовестную работу[1]